# Gerhard Opitz (Maler, 1926)
Gerhard Opitz (* 25. Juli 1926 in Leipzig; † 17. November 1978 ebenda) war ein deutscher Maler.

## Leben und Werk
Opitz absolvierte in Leipzig eine Lehr- und Gehilfenzeit als Farblithograph und besuchte dazu von 1941 bis 1943 die Gutenbergschule. Daneben betätigte er sich autodidaktisch als Maler und Zeichner. 1944 wurde er zum Arbeitsdienst und kurz darauf im Oktober als Soldat zur Wehrmacht einberufen. Er nahm am Zweiten Weltkrieg teil und war von Mai bis Oktober 1945 in Kriegsgefangenschaft.
Von 1946 bis 1952 arbeitete Opitz als Lithograf in den Graphischen Werkstätten Leipzig. Daneben nahm er Privatunterricht bei Walter Bodenthal. 1948 trat er der Gewerkschaft Kunst bei. Seitdem beteiligte er sich in Leipzig an Ausstellungen. Ab 1952 arbeitete er in Leipzig freiberuflich als Maler.
Bis 1957 war Opitz Mitglied der Sektionsleitung Maler und Graphiker des Leipziger Bezirksverbandes des Verbands Bildender Künstler der DDR.
Teile seines Nachlasses befinden sich in der Sächsischen Landesbibliothek.

## Werke (Auswahl)
- Karl-Liebknecht-Straße in Leipzig (Öl, 1952)[2]
- Schillerstraße in Leipzig (Öl, 1952)[3]
- Selbstporträt (Öl auf Hartfaser, 53 × 34 cm, 1958; Kunsthalle der Sparkasse Leipzig)[4]

- Stadtlandschaft (Öl auf Hartfaser, 48,5 × 68,3 cm, 1965; Kunsthalle der Sparkasse Leipzig)[5]

## Ausstellungen
- 1948: Leipzig, Museum der bildenden Künste („Leipziger Kunstausstellung 1948“)[6]
- 1953 bis 1965: Leipzig, sechs Bezirkskunstausstellungen

### Postume Ausstellung
- 1987: Leipzig, Galerie Süd (Malerei)